# Cinco lobitos
Cinco lobitos és una pel·lícula dirigida per la cineasta biscaina Alauda Ruiz de Azúa el 2022. L'estrena mundial es feu en la secció Panorama del Festival Internacional de Cinema de Berlín de 2022. El llargmetratge, òpera prima de la directora, ha guanyat la Biznaga de Oro a la millor pel·lícula i guió al Festival de Cine de Màlaga. En aquest mateix festival també guanyaren el premi d'interpretació Laia Costa i Susi Sánchez i el premi del públic.
Als XXXVII Premis Goya la cinta va rebre 11 nominacions; d'aquestes finalment van rebre 3 estatuetes per Alauda Ruiz de Azúa com a Millor Direcció Novell, Laia Costa el Goya a la millor actriu pel seu paper a Cinco lobitos i Susi Sánchez el premi Goya a la millor actriu de repartiment.
També va rebre el Gaudí a la millor pel·lícula europea a l'edició dels premis 2023.

## Argument
L'Amaia (Laia Costa) i en Javi (Mikel Bustamante) viuen a Madrid i acaben de tenir la seva primera filla Ioane. Les primeres setmanes tothom ajuda, però amb el temps l'Amaia es troba sola descobrint que la maternitat no és allò que esperava. En Javi s'absenta per feina durant setmanes i l'Amaia decideix tornar temporalment al seu poble a la costa basca i així els seus pares Begonya (Susi Sánchez) i Koldo (Ramón Barea) la poden ajudar. Allà l'Amaia veu com el seu rol familiar canvia dràsticament i reflexiona sobre la maternitat, el pes de l'herència familiar, els costums.
Cinco lobitos és una exploració íntima sobre la maternitat sense edulcorants amb tints autobiogràfics. La directora s'ha inspirat en la seva experiència com a mare per escriure el guió. Ruiz de Azúa ens diu que al esdevenir mare, la seva relació amb els seus pares també canvià «La meva maternitat canvià moltes coses de la meva vida, entre elles, la manera com veia als meus pares», explica la directora en una entrevista. «Jo m'havia convertit en mare i ells en avis. Més que un esdeveniment idíl·lic, la maternitat em va semblar un meteorit que arrasà amb tot i provocà que les relacions familiars no tornessin a ser les mateixes. La meva família s'havia convertit en una altra».
Lluny de les idealitzacions habituals, aquest és un retrat cru però realista de la maternitat. Anant més enllà, Ruiz de Azúa aprofita el llargmetratge per dibuixar també un retrat generacional. Cinco lobitos ens mostra les mares actuals i les seves mares, ara ja àvies. Aquestes dones deixaren de treballar per poder portar el pes de la llar; la societat actual és d'aquesta manera gràcies a tota aquesta generació de dones.

## Repartiment
- Laia Costa: Amaia
- Susi Sánchez: Begonya
- Ramón Barea: Koldo
- Mikel Bustamante: Javi